# アルバート・ブライアン
アルバート・ブライアン・ジュニア（英語: Albert Bryan Jr.; 1968年2月21日 - ）は、アメリカ合衆国・ヴァージン諸島出身の政治家。第9代アメリカ領ヴァージン諸島知事。民主党員。2007年から2015年まで労働総監を務めていた。

## 経歴・人物
1968年、ブライアンはアメリカ領ヴァージン諸島セント・トーマス島で5人兄弟の長男として生まれた。主都シャーロット・アマリーのサヴァン地区で幼少期を過ごし、10代の頃にセント・クロイ島に移住。1985年、セント・ダンスタンズ・エピスコパル高校を卒業。1989年、ウィッテンバーグ大学で経済学の学士を取得し、2003年にバージン諸島大学で経営学修士を取得した。
2007年、ブライアンはジョン・デ・ヨング知事によってヴァージン諸島労働長官に任命された。2015年にデ・ヨングの任期終了とともに労働長官を退職し、コンサルティング会社のAabra Groupと人材紹介会社のMaster StrategiesのCEO兼社長を務めた。
妻ヨランダ・カボデヴィラ(Yolanda Cabodevilla)との間には二人の子供がいる。

## 政治家として
2018年8月4日、ブライアンは民主党の知事選予備選挙に勝利した。得票率は39.23%と伸び悩んだものの、対立候補のアリソン・ペトリュス（得票率：33.67%）とアンヘル・E・ドーソン・ジュニア（得票率：26.68%）を破った。総選挙では、現職のケネス・マップは得票率33%と伸び悩み、ブライアンは得票率38%でわずかに上回った。過半数を超える票を得た候補がいなかったため、マップとブライアンの間で決選投票が行われた。投票の結果、ブライアンが55%の票を獲得し、現職のマップを破り、初の知事当選を果たした。